# When the Money's Gone
«When the Money's Gone» — пісня написана Брюсом Робертсом і Донною Вайс. Пісня була вперше опублікована Робертсом у його альбомі «Intimacy» у 1995 році. Англійський музикант Елтон Джон виконав бек-вокал. Також було випущено швидкий танцювальний ремікс за участю Крістін В, трек посів 32-е місце у чарті журналу «Billboard» «Hot Dance Club Play».
У 2003 році пісня була випущена як останній північноамериканський сингл американської співачки та аторки Шер із її двадцять п'ятого студійного альбому «Living Proof» (2001), опублікований компаніями «Warner Bros.» та «WEA».

## Чарти
| Чарт (1995)                            | Позиція |
| -------------------------------------- | ------- |
| США (Hot Dance Club Songs) (Billboard) | 32      |

## Версія Шер
2001 року Шер записала кавер цієї пісні для свого альбому «Living Proof». У 2003 році «When the Money's Gone» вийшла як третій та останній американський сингл Шер з піснею «Love One Another» на стороні-Б. «Love One Another» принесла Шер номінацію на «Греммі» за найкращий танцювальний запис; проте вона програла нагороду пісні Кайлі Міноуг з її піснею «Come into My World». Шер виконувала «Love One Another» у рамках «The Farewell Tour» і як частину «Love Medley» («Любовного попурі») під час п'ятого етапу туру лише в Європі.

### Трек-лист
US CD Maxi Single (42496-2)
1. «When The Money's Gone» (Brother Brown H&H Vocal Mix) — 8.06
2. «When The Money's Gone» (The Passengerz Club Mix) — 7.29
3. «When The Money's Gone» (Thick Dick Vs. Cher Bootleg Mix) — 8.09
4. «When The Money's Gone» (Manny Lehman Vocal) — 9.26
5. «When The Money's Gone» (Brother Brown Dynamo Mix) — 7.37
6. «Love One Another» (Eddie Baez Club Mix) — 8.49
7. «Love One Another» (J Start Club Mix) — 8..05
8. «Love One Another» (Friscia & Lamboy Club Mix) — 9.43

### Оцінки
Редактор «AllMusic» Керрі Л. Сміт написав, що «фанати та діти клубів оцінять швидкі удари барабанів у цьому повітряному треку». Журнал «Slant» назвав цю пісню «одним із найгірших моментів альбому», але при цьому похвалив її за «збереження енергійного клубного темпу [альбому]».

### Чарти

#### Тижневі чарти
| Чарт (2003)                            | Позиція |
| -------------------------------------- | ------- |
| Румунія (Romanian Top 100)             | 72      |
| США (Hot Dance Club Songs) (Billboard) | 1       |
| США (Dance Singles Sales (Billboard))  | 2       |

#### Підсумкові чарти року
| Чарт (2003)                           | Позиція |
| ------------------------------------- | ------- |
| США (US Dance Club Songs (Billboard)) | 49      |